# Zheng Saisai
Este es un nombre chino; el apellido es Zheng.
Zheng Saisai o Zheng Sai-Sai (en chino tradicional, 鄭賽賽; en chino simplificado, 郑赛赛; pinyin, Zhèng Sàisài) (nacida el 5 de febrero de 1994) es una jugadora de tenis china. Su mejor ranking individual en la WTA es el 41, logrado en noviembre de 2018. Mientras que en dobles fue 15, alcanzado el 11 de julio de 2016.

## Torneos de Grand Slam

### Dobles

#### Finalista (1)
| Año  | Torneo        | Pareja        | Oponentes en la final           | Resultado en final |
| 2019 | Roland Garros | Yingying Duan | Tímea Babos Kristina Mladenovic | 2-6, 3-6           |

## Títulos WTA (7, 1+6)

### Individual (1)
| Leyenda                                |
| -------------------------------------- |
| Grand Slam (0)                         |
| Juegos Olímpicos (0)                   |
| WTA Tour Championships (0)             |
| P. Mandatory & Premier 5, WTA 1000 (0) |
| Premier, WTA 500 (1)                   |
| International, WTA 250 (0)             |

| No. | Fecha               | Torneo   | Superficie | Oponente en la final | Resultado   |
| 1.  | 4 de agosto de 2019 | San José | Dura       | Aryna Sabalenka      | 6-3, 7-6(3) |

#### Finalista (1)
| No. | Fecha               | Torneo   | Superficie | Oponente en la final | Resultado      |
| 1.  | 29 de julio de 2018 | Nanchang | Dura       | Qiang Wang           | 5-7, 0-4, ret. |

### Dobles (6)
| Leyenda                                |
| -------------------------------------- |
| Grand Slam (0)                         |
| Juegos Olímpicos (0)                   |
| WTA Tour Championships (0)             |
| P. Mandatory & Premier 5, WTA 1000 (0) |
| Premier, WTA 500 (2)                   |
| International, WTA 250 (4)             |

| N.º | Fecha                    | Torneos    | Superficie | Pareja            | Oponentes                           | Resultado        |
| --- | ------------------------ | ---------- | ---------- | ----------------- | ----------------------------------- | ---------------- |
| 1.  | 24 de septiembre de 2011 | Guangzhou  | Dura       | Su-Wei Hsieh      | Chan Chin-wei Xinyun Han            | 6-2, 6-1         |
| 2.  | 9 de agosto de 2015      | Stanford   | Dura       | Xu Yifan          | Anabel Medina Arantxa Parra         | 6-1, 6-3         |
| 3.  | 18 de octubre de 2015    | Tianjin    | Dura       | Xu Yifan          | Darija Jurak Nicole Melichar        | 6-2, 3-6, [10-8] |
| 4.  | 2 de marzo de 2019       | Acapulco   | Dura       | Victoria Azarenka | Desirae Krawczyk Giuliana Olmos     | 6-1, 6-2         |
| 5.  | 30 de octubre de 2021    | Courmayeur | Dura (i)   | Wang Xinyu        | Eri Hozumi Shuai Zhang              | 6-4, 3-6, [10-5] |
| 6.  | 23 de junio de 2024      | Berlín     | Césped     | Wang Xinyu        | Chan Hao-ching Veronika Kudermetova | 6-2, 7-5         |

#### Finalista (9)
| N.º | Fecha                   | Torneos       | Superficie    | Pareja             | Oponentes                             | Resultado         |
| --- | ----------------------- | ------------- | ------------- | ------------------ | ------------------------------------- | ----------------- |
| 1.  | 20 de abril de 2014     | Kuala Lumpur  | Dura          | Yung-Jan Chan      | Tímea Babos Hao-Ching Chan            | 3-6, 4-6          |
| 3.  | 23 de mayo de 2015      | Estrasburgo   | Tierra batida | Nadiia Kichenok    | Chia-Jung Chuang Chen Liang           | 6-4, 4-6, [10-12] |
| 3.  | 9 de enero de 2016      | Shenzhen      | Dura          | Xu Yifan           | Vania King Monica Niculescu           | 1-6, 4-6          |
| 4.  | 9 de junio de 2019      | Roland Garros | Tierra batida | Yingying Duan      | Tímea Babos Kristina Mladenovic       | 2-6, 3-6          |
| 5.  | 11 de enero de 2020     | Shenzhen      | Dura          | Yingying Duan      | Barbora Krejčíková Kateřina Siniaková | 2-6, 6-3, [4-10]  |
| 6.  | 22 de febrero de 2020   | Dubái         | Dura          | Barbora Krejčíková | Su-Wei Hsieh Barbora Strýcová         | 5-7, 6-3, [5-10]  |
| 7.  | 20 de marzo de 2021     | Monterrey     | Dura          | Heather Watson     | Caroline Dolehide Asia Muhammad       | 2-6, 3-6          |
| 8.  | 12 de noviembre de 2021 | Linz          | Dura (i)      | Wang Xinyu         | Natela Dzalamidze Kamilla Rakhimova   | 4-6, 2-6          |
| 9.  | 2 de febrero de 2025    | Singapur      | Dura (i)      | Wang Xinyu         | Desirae Krawczyk Giuliana Olmos       | 5-7, 0-6          |

## Títulos WTA 125 series
| Leyenda  | Individuales | Dobles |
| -------- | ------------ | ------ |
| WTA 125s | 3            | 3      |

### Individual (3)
| N.º | Fecha                | Torneos   | Surperfie     | Oponente      | Resultado     |
| --- | -------------------- | --------- | ------------- | ------------- | ------------- |
| 1.  | 13 de agosto de 2015 | Dalian    | Dura          | Julia Glushko | 2-6, 6-1, 7-5 |
| 2.  | 22 de abril de 2018  | Zhengzhou | Dura          | Wang Yafan    | 5-7, 6-2, 6-1 |
| 3.  | 28 de abril de 2019  | Anning    | Tierra batida | Zhang Shuai   | 6-4, 6-1      |

#### Finalista (2)
| N.º | Fecha                | Torneos | Surperfie     | Oponente          | Resultado        |
| --- | -------------------- | ------- | ------------- | ----------------- | ---------------- |
| 1.  | 11 de agosto de 2013 | Suzhou  | Dura          | Shahar Peer       | 6-2, 2-6, 6-3    |
| 2.  | 5 de mayo de 2018    | Anning  | Tierra batida | Irina Khromacheva | 6-3, 4-6, 6-7(7) |

### Dobles (3)
| N.º | Fecha                    | Torneos  | Superficie | Pareja         | Oponentes                       | Resultado        |
| --- | ------------------------ | -------- | ---------- | -------------- | ------------------------------- | ---------------- |
| 1.  | 2 de agosto de 2015      | Nanchang | Dura       | Kai-Chen Chang | Chan Chin-wei Yafan Wang        | 6-3, 4-6, [10-3] |
| 2.  | 13 de agosto de 2015     | Dalian   | Dura       | Zhang Kailin   | Chan Chin-wei Darija Jurak      | 6-3, 6-4         |
| 3.  | 26 de septiembre de 2021 | Columbus | Dura (i)   | Wang Xinyu     | Dalila Jakupović Nuria Párrizas | 6-1, 6-1         |

## Títulos ITF

### Individual (11)
| Leyenda: Antes de 2016 | Leyenda: A partir de 2017 |
| ---------------------- | ------------------------- |
| Torneos de $100,000    |                           |
| Torneos de $75,000     | Torneos de $80,000        |
| Torneos de $50,000     | Torneos de $60,000        |
| Torneos de $25,000     |                           |
| Torneos de $15,000     | Torneos de $15,000        |
| Torneos de $10,000     | -                         |

| N.º | Fecha                 | Torneo               | Superficie    | Oponentes        | Resultado     |
| --- | --------------------- | -------------------- | ------------- | ---------------- | ------------- |
| 1.  | 6 de julio de 2009    | Shenzhen, China      | Dura          | Sabina Sharipova | 7-5, 6-4      |
| 2.  | 25 de octubre de 2010 | Taipéi, China Taipéi | Dura          | Zhang Ling       | 6-3, 6-3      |
| 3.  | 14 de mayo de 2012    | Fukuoka, Japón       | Dura          | Monique Adamczak | 7-5, 6-2      |
| 4.  | 28 de octubre de 2012 | Taipéi, China Taipéi | Dura          | Zarina Diyas     | 6-4, 6-1      |
| 5.  | 5 de mayo de 2014     | Anning, China        | Tierra batida | Jovana Jakšić    | 6-2, 6-3      |
| 6.  | 27 de abril de 2015   | Gifu, Japón          | Dura          | Naomi Osaka      | 3-6, 7-5, 6-4 |
| 7.  | 4 de mayo de 2015     | Anning, China        | Tierra batida | Xinyun Han       | 6-4, 3-6, 6-4 |
| 8.  | 2 de abril de 2017    | Quanzhou, China      | Dura          | Liu Fangzhou     | 6-2 6-3       |
| 9.  | 29 de abril de 2017   | Anning, China        | Tierra batida | Zarina Diyas     | 7-5 6-4       |
| 10. | 28 de abril de 2018   | Quanzhou, China      | Dura          | Liu Fangzhou     | 6-3 6-1       |
| 11. | 21 de octubre de 2018 | Suzhou, China        | Dura          | Jana Čepelová    | 7-5 6-1       |

### Dobles (9)
| Torneos de $100,000 |
| Torneos de $80,000  |
| Torneos de $60,000  |
| Torneos de $25,000  |
| Torneos de $15,000  |
| Torneos de $10,000  |

| N.º | Fecha                    | Torneos                 | Superficie    | Pareja                  | Oponentes                          | Resultado        |
| --- | ------------------------ | ----------------------- | ------------- | ----------------------- | ---------------------------------- | ---------------- |
| 1.  | 28 de junio de 2010      | Hefei, China            | Dura          | Tian Ran                | Bai Xi Zhang Kailin                | 6-0, 6-4         |
| 2.  | 23 de mayo de 2011       | Changwon, Corea del Sur | Dura          | Hao-Ching Chan          | Yurika Sema Erika Takao            | 6-2, 4-6, [11-9] |
| 3.  | 12 de septiembre de 2011 | Ningbo, China           | Dura          | Tetiana Luzhanska       | Chan Chin-wei Xinyun Han           | 6-4, 5-7, [10-4] |
| 4.  | 12 de marzo de 2012      | Sanya, China            | Dura          | Erika Sema              | Chen Liang Xinyun Han              | 6-2, 6-2         |
| 5.  | 31 de marzo de 2012      | Pukhet, Tailandia       | Dura          | Noppawan Lertcheewakarn | Sheng Nang Sun Xinyun Han          | 6-3 6-3          |
| 6.  | 6 de mayo de 2012        | Gifu, China             | Dura          | Jessica Pegula          | Chan Chin-wei Wen-Hsin Hsu         | 6-4 3-6 [10-4]   |
| 7.  | 11 de mayo de 2014       | Trnava, Slovakia        | Tierra batida | Stefanie Vogt           | Margarita Gasparyan Evgenia Rodina | 6-4 6-2          |
| 8.  | 9 de mayo de 2015        | Anning, China           | Tierra batida | Yifang Xu               | Zhaoxuang Yang Qiu Yu Ye           | 7-5 6-2          |
| 9.  | 15 de julio de 2018      | Contrexville, Francia   | Tierra batida | Ann Sophie Mestach      | Eva Wacano Prarthana Thombare      | 3-6 6-2 [10-7]   |